# Belianes
Belianes – gmina w Hiszpanii, w prowincji Lleida, w Katalonii, o powierzchni 15,78 km². W 2011 roku gmina liczyła 564 mieszkańców.